# Rejon Dżeti-Ögüz
Rejon Dżeti-Ögüz (kirg. Жети-Өгүз району; ros. Жети-Огузский район) – rejon w Kirgistanie w obwodzie issykkulskim. W 2009 roku liczył 82 085 mieszkańców (z czego 50,6% stanowili mężczyźni) i obejmował 17 451 gospodarstw domowych. Siedzibą administracyjną rejonu jest Kyzył-Suu.